# Rio Picaca
Rio Picaca är ett vattendrag i Brasilien.   Det ligger i delstaten Amapá, i den norra delen av landet, 1 800 km norr om huvudstaden Brasília.
I omgivningarna runt Rio Picaca växer i huvudsak städsegrön lövskog. Runt Rio Picaca är det ganska tätbefolkat, med 116 invånare per kvadratkilometer.